# Lophuromys chrysopus
Lophuromys chrysopus é uma espécie de roedor da família Muridae.
Apenas pode ser encontrada na Etiópia.
Os seus habitats naturais são: regiões subtropicais ou tropicais húmidas de alta altitude.
Está ameaçada por perda de habitat.